# Requejada
Requejada es una localidad perteneciente al municipio de Polanco, al norte de la comunidad autónoma de Cantabria (España). Está a un kilómetro al noroeste de Polanco (Capital), sobre la Autovía A-67. Precisamente durante las obras de esta autovía se localizó el yacimiento arqueológico paleolítico, llamado «El Hondal», que actualmente se considera destruido. La localidad tenía 1694 habitantes (INE) en 2020, repartidos por los barrios de Alcantarillas Altas, Alegría, Carretera General, Casucas, Estación, La Fuente, La Jerra, Las Viñas y San José. La altitud de este pueblo es de 17 metros. Celebra las fiestas de San José el 19 de marzo. 

Tiene un puerto sobre la ría de San Martín de la Arena. En el pasado, a esta zona se le llamó barrio de Ramera, siendo «La Requejada» únicamente el puerto, existente ya en los siglos XVII-XVIII como lugar donde se recibía hierro y se embarcaba trigo. Con el tiempo, a toda la localidad se la llamó Requejada.[cita requerida] Su iglesia parroquial, bajo la advocación de San José, es del siglo XX. 
Requejada limita con Barreda (Torrelavega), Hinojedo (Suances) y, dentro de su municipio, con Mar y Polanco.
En esta localidad nació en 1959 Guadalupe Miera Gómez, practicante de tiro con arco.